# Yaoxu (köpinghuvudort i Kina, Jiangxi Sheng, lat 27,85, long 115,21)
Yaoxu är en köpinghuvudort i Kina. Den ligger i provinsen Jiangxi, i den sydöstra delen av landet, omkring 110 kilometer sydväst om provinshuvudstaden Nanchang. Antalet invånare är 12 279. Befolkningen består av 5 936 kvinnor och 6 343 män. Barn under 15 år utgör 28,0 %, vuxna 15-64 år 53 %, och äldre över 65 år 17,0 %.
Runt Yaoxu är det tätbefolkat, med 442 invånare per kvadratkilometer. Närmaste större samhälle är Luofang, 9,4 km väster om Yaoxu. Trakten runt Yaoxu består till största delen av jordbruksmark.
Genomsnittlig årsnederbörd är 2 066 millimeter. Den regnigaste månaden är juni, med i genomsnitt 330 mm nederbörd, och den torraste är oktober, med 24 mm nederbörd.